# Luis Enrique Bracamontes
Luis Enrique Bracamontes Gálvez (Tapalpa, Jalisco; 22 de junio de 1923-Ciudad de México, 15 de enero de 2003) fue un ingeniero y político mexicano miembro del Partido Revolucionario Institucional, Secretario de Obras Públicas durante el gobierno de Luis Echeverría Álvarez.

## Biografía
Luis Enrique Bracamontes, nació en Tapalpa, Jalisco el 22 de junio de 1923. Ingeniero Civil egresado de la Escuela Nacional de Ingeniería, hoy Facultad de Ingeniería de la Universidad Nacional Autónoma de México y Maestro en Ciencias Físicas, por la Facultad de Ciencias de la UNAM. Doctor Honoris Causa por la Universidad de las Américas en 1973 y Doctor Honoris Causa por la Universidad Autónoma de Chihuahua en 1997.
Se desempeñó como Gerente de Obras de la Ciudad Universitaria y luego fue primero Subsecretario de Comunicaciones y Obras Públicas entre 1952 y 1958 y Subsecretario de Obras Públicas de 1958 a 1964. A partir del 1 de diciembre de 1970 el presidente Luis Echeverría Álvarez lo designó titular de la Secretaría de Obras Públicas, además fue ingeniero consultor de varios países latinoamericanos. El último cargo público que ocupó fue el de Director General del Instituto Mexicano del Transporte entre 1989 y 1994. Además fue presidente fundador de la Academia Mexicana de Ingeniería y de la Asociación Mexicana de Obras Públicas.

## Premios
- La primera Plomada de Oro de parte de la Unión Panamericana de Asociaciones de Ingenieros, UPADI, máxima presea que otorga ese organismo.
- La "Medalla Universidad de Cauca" por medio de la Universidad del Cauca de la República de Colombia
- Gran Oficial de la Orden al Mérito Vial. Cuba.
- Gran Cruz de la Orden de Boyacá. Colombia.
- Gran Cruz con Placa de Plata de la Orden Rubén Darío. Nicaragua.
- Gran Oficial de la Orden de la Estrella Polar. Suecia.
- La Fundación Alcántara de la Ciudad de Cáceres, le otorgó a través de los Reyes de España, el Premio internacional Puente de Alcántara, por el diseño del Puente Tampico.
- Premio Nacional de Ingeniería, 1994. México.
- Reconocimiento Ing. Francisco de Garay, 1995. México.

## Trayectoria
- De 1950 a 1955, Gerente de Obras de la Ciudad Universitaria de México.  http://www.elclima.com.mx/universidad_autonoma_de_mexico.htm
- De 1952 a 1958, Subsecretario de Comunicaciones y Obras Públicas.
- De 1958 a 1964, Subsecretario de Obras Públicas.
- De 1965 a 1970, Presidente y Director General de la Compañía Mexicana de Consultores en Ingeniería, S. A. y de Programación y Control de Obras y Procesos, S. A.
- De 1966 a 1970, Director de CIVAC, la Ciudad Industrial del Valle de Cuernavaca.
- Entre 1965 y 1987, Ingeniero Consultor de los Gobiernos de Colombia, Panamá, Honduras, Nicaragua, El Salvador, Guatemala y Venezuela, a través del Banco internacional de Reconstrucción y Fomento, del Banco Interamericano de Desarrollo y del Banco Centroamericano de Integración Económica.
- De 1970 a 1976, Secretario de Obras Públicas.
- Desde 1977, Ingeniero Consultor en México y en el extranjero.
- De 1977 a 1989, Presidente del Consejo de Directores de la Compañía Mexicana de Consultores en Ingeniería, S. A. De C. V., y el Consejo de Administración de COMECDIPLAN, S. A.
- De 1989 a 1994, Director General del Instituto Mexicano del Transporte.

## Distinciones
- Presidente de la Academia Mexicana de Ingeniería, de 1973 a 1991.
- Es el Presidente Fundador de la Academia Mexicana de Ingeniería.
- Presidente de la Sociedad de Ex-alumnos de la Facultad de Ingeniería de la Universidad Nacional Autónoma de México, de 1975 a 1977.
- Miembro permanente del Comité Olímpico Mexicano, a partir de 1973.
- Miembro del Colegio de Ingenieros Civiles de México.
- Miembro de la Asociación de Ingenieros y Arquitectos de México.
- Miembro de la Unión Mexicana de Asociaciones de Ingenieros.
- Miembro de la  Sociedad Mexicana de Ingenieros.
- Socio Honorario del Colegio de Ingenieros Civiles del Estado de Jalisco.
- Miembro de varias asociaciones europeas y americanas de ingenieros.
- Presidente Fundador de la Asociación Mexicana de Obras Públicas.
- Presidente Fundador de la Federación Interamericana de Ingeniería de Sistemas e Informática.
- Presidente del Consejo de Honor de la Academia Mexicana de Ingeniería, de 1991 a 1993.
- De 1941 a 1945, Profesor en la Escuela Nacional Preparatoria de la Universidad Nacional Autónoma de México.
- De 1944 a 1950, Profesor en la Escuela Nacional de Ingenieros, hoy Facultad de Ingeniería de la UNAM.
- De 1944 a 1948, Profesor de Topografía.
- De 1947 a 1951, Profesor de Ejercicios de Estabilidad.
- En 1957, en cooperación con la División de Estudios Superiores de la Facultad de Ingeniería de la UNAM, implantó para becados de la SCOP, curso de especialización en Vías Terrestres.
- En 1967, fundó cursos de Vías Terrestres en la Universidad del Cauca, República de Colombia.
- En 1968, actuando como Consultor, estudió y desarrolló los planes de organización de la Escuela de Ingeniería de la Universidad de Tamaulipas,
- De 1970 a 1991, promovió:

La carrera de Ingeniero Naval, en la Escueta de Ingeniería de la Universidad Veracruzana.
La Maestría de Ingeniería Portuaria, en la Universidad de Tamaulipas.
La Maestría de Toma de Decisiones (Ingeniería de Sistemas) en la Facultad de Ingeniería de la Universidad del Estado de México.
La Maestría de Planeación Urbana Regional, en la Escuela de Arquitectura de la Universidad   de Guanajuato.
La Maestría de Ingeniería de Tránsito, en la Escuela de Ingeniería Civil de la Universidad de Nuevo León.
La Maestría de Vías Terrestres, en la Escuela de Ingeniería de la Universidad de Chihuahua.
La Maestría de Transporte, en la Facultad de Ingeniería de la Universidad Nacional Autónoma de México.
La Maestría de Integración del Transporte, en la Facultad de Ingeniería de la Universidad Autónoma de Querétaro.
- En 1958, organizó y presidió el IV Congreso Mundial en México, de la International Road Federation, IRF.
- En 1963, organizó y presidió en México, el Xl Congreso Panamericano de Ferrocarriles.
- En los años de 1969 y 1970, diseñó y organizó el Primer y Segundo "Seminario Panamericano sobre Caminos Vecinales",
- En 1972, organizó y presidió el Primer Congreso sobre infraestructura para el Transporte, a nivel de Ministros, con la participación de Canadá, Estados Unidos de América, México, Guatemala, El Salvador, Nicaragua, Honduras, Costa Rica y Panamá.
- En 1973, organizó y presidió el Segundo Congreso sobre infraestructura para el Transporte, a nivel de Ministros, con la participación de los países del Norte, del Centro y del Sur de nuestro Continente.
- En 1974, organizó el Segundo Congreso Interamericano de Sistemas e Informática, siendo designado Presidente de la Federación Interamericana de Ingeniería de Sistemas e Informática.
- En 1975, organizó y presidió en México, el XV Congreso Mundial de Carreteras, de la Asociación Internacional Permanente de los Congresos de Carreteras, con sede en París, Francia.
- En los años de 1981 a 1991, en su carácter de Presidente de la Academia Mexicana de Ingeniería, organizó y presidió cinco Simposios Internacionales sobre Energía Nuclear para usos pacíficos con la participación de Canadá, Francia, Suecia, Estados Unidos de América y República Federal de Alemania, Gran Bretaña y Holanda.

Simposio Internacional sobre Seguridad en el Tráfico Terrestre.
Simposio Internacional sobre el Impacto de las Nuevas Tecnologías en los Países en desarrollo.
Seminario Internacional sobre la Energía Nuclear en América Latina. Simposio Internacional sobre Modernización Industrial
Seminario Internacional sobre Experiencias en la puesta en marcha de Centrales Nucleoeléctricas.
Simposio Internacional sobre Transportación Aérea.
Simposio Internacional sobre Ingeniería Urbanística en el Desarrollo del País.
Simposio Internacional con la participación de la Sociedad de Constructores de Estocolmo, Suecia.
Seminario Internacional sobre Parques Tecnológicos.
75 Mesas Redondas sobre la problemática del desarrollo tecnológico nacional.
- En 1991, organizó y presidió en México, el Congreso Internacional I, sobre "El Estado del Arte de la Ingeniería en México y en el Mundo".
- De 1989 a 1994, como Director General del instituto Mexicano del Transporte, organizó cursos internacionales sobre: Operación de Carreteras, Conservación de Carreteras, Servicios de Transporte Rural, Sistemas Integrados de Transporte y el de Distribución Física Internacional. Además, los Simposios Internacionales de: Pavimentos, Puentes, Planeación Prospectiva del Transporte, Gerencia de Obras, Ingeniería Financiera, Ingeniería de Transporte, Reunión Internacional PROVIAL BIRF-IMT y el Congreso internacional de Supercómputo y de Centros de Investigación de Transporte. Representó a México en varios Congresos Internacionales.

Falleció en la Ciudad de México, el 15 de enero de 2003.
En reconocimiento a su trayectoria el 1 de julio de 2011, el gobierno de Jalisco develó un busto del Ingeniero Luis Enrique Bracamontes Gálvez en la glorieta de los Ingenieros.